# スタッカート (音楽)
スタッカート（伊:staccato、「切り離された」の意）は、音楽におけるアーティキュレーションの一つ。現代の記譜法においては、スタッカートは本来の音価よりも短く演奏することを指し、本来の音価分に不足する残りの時間を無音にすることで音符同士を分離する。遅くとも1676年には楽曲の中に現れている。

## 表記
20世紀においては、音符の上または下に点を配置することにより、その音符をスタッカートで演奏する必要があることを示す。また、よりスタッカートを強調したい場合(スタッカーティシモ)には楔形の記号を用いる。早くには1750年頃の理論家の中には、スタッカートの度合いを示すために点とダッシュを使い分けることを主張していた。ダッシュはより短く鋭いスタッカートを、点はより長く軽いスタッカートを表すというものである。ただし、1850年以前の記譜では、点、ダッシュ、楔形の記号すべてが同じ意味を表している場合もある。
スタッカートの微妙なニュアンスを正確に区別して表現するために、19世紀後半から20世紀初頭にかけて多くの記号が用いられるようになった。これらの記号には、点、垂直および水平のダッシュ、垂直および水平の楔形の記号といったさまざまなパターンが存在するが、これらの記号を標準化する試みは一般的には成功していない。
以下は、点でスタッカートを表す場合の、その記号が影響する範囲を示す例である。
最初の小節では、同時に演奏される2音が共通の符幹を持つため、同じパート（いわゆる声部）であることがわかる。この場合、スタッカートは両方の音符に適用される。2小節目では、2つの音符が符幹を共有していない。これは2つの音符が異なるパートであることを意味しているため、スタッカート記号が音符の上部にあることを踏まえ、2つの音符のうち上側の音符のみに適用される。
スタッカートと反対の意味を持つアーティキュレーションはレガートである。これは長く連続した音を意味する。メゾスタッカートまたはノンレガートと呼ばれる、これらの中間を表すアーティキュレーションもある。
楽譜作成プログラムSibeliusでは、スタッカートは音符の演奏時間を50％短縮するとしている。

## スタッカーティシモ
記譜において、スタッカーティシモ（伊: staccatissimo、スタカッティシモ、スタカティッシモとも）は、音符同士を特に分離して、つまりスタッカートを特に強調して演奏することを示す。以下は、ブルックナーの交響曲第0番ニ短調の例であり、符幹の向きに応じて音符の上または下に先の尖った線で記す。
また、「staccatissimo」という単語そのもの、あるいは略語である「staccatiss」を五線譜の上に書くことによって表すこともできる。作曲者の中には、モーツァルトのように、パッセージ全体をスターカッティシモで演奏してほしい場合に、点で表されるスタッカート記号と文字の指示を併用するものもいる。